# Í Fløtugerði
Í Fløtugerði es un estadio de fútbol en Fuglafjørður, Islas Feroe. Actualmente alberga los partidos de local del ÍF Fuglafjørður.
Su capacidad es de 1200, incluidos 360 asientos.

## Historia
El 15 de noviembre de 1940, ÍF Fuglafjørður comenzó a comprar tierras en la parte norte de Fuglafjørður. En los años siguientes, el club obtuvo financiación del municipio y préstamos, lo que resultó en la inauguración oficial del estadio en 1956.
El 12 de agosto de 1979 se estableció el récord de asistencia. Más de 1.500 personas se reunieron en las gradas para ver el partido entre ÍF Fuglafjørður y TB Tvøroyri. Los anfitriones ganaron 3-1.
El estadio albergó la final de la Copa de Islas Feroe el 29 de septiembre de 1985. GÍ Gøta ganó 4-2 contra el NSÍ Runavík para levantar su segundo trofeo de la competición.
El estadio fue renovado en 2008.